# 불도저 혁명

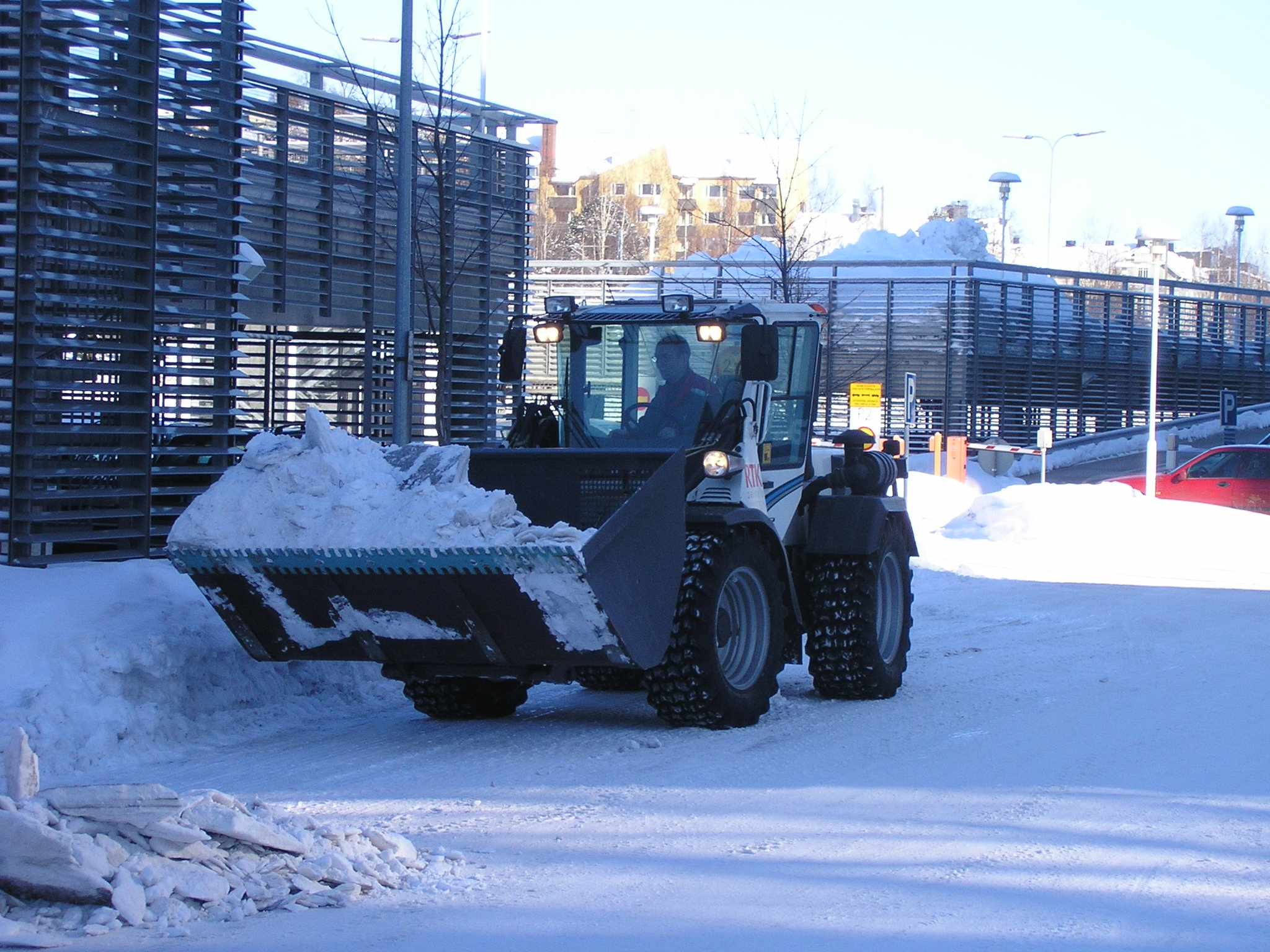
트랙터 셔블

불도저 혁명(세르비아어: Petooktobarska revolucija)은 2000년 10월 5일 유고슬라비아 연방 공화국의 수도 베오그라드에서 일어난 민중 봉기이다. 이 시민혁명으로 유고슬라비아 연방 공화국 슬로보단 밀로셰비치 제3대 대통령이 쫓겨났다.

## 역사
분노한 시위대가 중장비 차량인 트랙터 셔블을 앞세워 국영방송사로 습격하여 불도저 혁명이라는 아늠이 붙었다.
영국 케임브리지 대학교 이론물리학 학사 출신인 1975년생 부크 예레미치가 불도저 혁명을 이끌었다. 이후에 세르비아 외무장관이 되었으며, 2016년 유엔 사무총장 후보로 올랐다.
2000년 9월 19일, 빌 클린턴 미국 대통령은 유고연방 대통령 선거와 관련, 슬로보단 밀로셰비치 대통령이 부정선거를 통해 당선된다면 세계는 그의 지위를 무효화시키고 쿠데타 배후 세력을 지원해야 한다고 주장했다.
2000년 9월 24일, 대통령 선거를 치렀다. 13년간 장기집권한 밀로셰비치 대통령이 패배하고, 야당후보 보이슬라브 코슈투니차가 당선될 것이 예측되었다. 과반수를 득표하는 후보가 없을 경우 10월 8일에 결선투표가 치러진다.
2000년 9월 26일, 선관위는 국영 TV를 통해 대선 1차 투표에서 코스투니차 후보가 48.2%를 얻어 40.2%를 얻는데 그친 밀로셰비치 대통령에 앞섰지만 "조만간 2차 투표를 실시할 것"이라고 밝혔다. 그러나 야당 DOS는 자체 집계를 토대로 코스투니차 후보가 54.6%를 얻어 35%를 얻은 밀로셰비치 대통령을 여유있게 누르고 1차 투표에서 당선이 확정됐다고 선언한 상태다.
2000년 9월 26일, 미군, 크로아티아군, 영국군은 크로아티아 앞바다에서 '유고 압박용'으로 분석되는 대규모 상륙작전을 실시했다. 그러나 발칸 전쟁 당시 유고의 입장을 지지했던 러시아와 포르투갈은 이번에도 유고를 지지하고 있다.
2000년 10월 5일, 수십만명의 시위대가 국회의사당을 점령한데 이어 법원과 군부, 서방과 러시아 등 각계 각층의 지지의사를 표명했다.
2000년 10월 10일, 대선 공식 결과가 수정 발표되었다. 야당후보 보이슬라브 코슈투니차 50.24%로 과반득표를 하여 결선투표가 필요없다는 것이 밝혀졌다.

## 체노워스 법칙
에리카 체노워스 미국 덴버 대학교 정치학과 교수가 2012년 시민 저항 운동이 통하는 이유(Why Civil Resistance Works)라는 저서에서, 불도저 혁명처럼, 전체 인구의 3.5%가 비폭력 시위에 나서면 정권이 버틸 수 없다고 주장했다.
불도저 혁명에 참여한 비폭력 저항 운동 단체 '오트포르!(otpor!)'의 리더였던 스르자 포포비치가 쓴 <독재자를 무너뜨리는 법>(박찬원 옮김, 문학동네 펴냄)에서는 유머와 재기발랄한 저항이 정부를 무너뜨리는 힘이라고 강조한다.

## 밀로셰비치 사망
2001년 4월 1일, 밀로셰비치 자택에서 총기로 무장한 경호원들과 경찰간에 36시간 동안 대치한 끝에, 밀로셰비치가 직권남용과 부정부패 혐의로 경찰에 체포되었다.
미국 빌 클린턴 행정부는 거부하면 IMF와 세계은행의 금융지원이 없을 것이라면서, 밀로셰비치를 구유고슬라비아 국제형사재판소로 이송하라고 압박했다. 밀로셰비치는 코소보에서 인종 청소라는 미명하에 170만 명의 알바니아계 주민 중 85만 명을 살해하거나 몰아내 '발칸의 학살자'로 불린다.
2001년 6월 28일, 밀로셰비치가 유엔의 구유고슬라비아 국제형사재판소(ICTY)로 인도되었다.
2005년 8월 1일, 밀로셰비치가 네덜란드 헤이그의 유엔 구유고슬라비아 국제형사재판소(ICTY)에서 최소 20년 이상의 징역형을 선고받으면, 러시아에서 형집행을 하기로 미국, 영국, 프랑스가 합의했다. 현재 밀로셰비치의 부인, 친형, 아들이 러시아에 살고 있다. 유고 내전에서 밀로셰비치는 러시아군의 지원하에 미군과 싸웠다.
2006년 3월 11일, 20여만 명이 목숨을 잃은 보스니아 전쟁의 핵심 전범인 밀로셰비치 전 대통령(64)이 재판을 받다가 중풍으로 사망했다. 감옥의 침대에서 죽은 채로 발견되었다. 역시 인종청소를 주도한 혐의로 네덜란드 헤이그 유엔 감옥에 함께 수감 중이던 최측근 밀란 바비치가 지난 5일 자살한 이후 6일만이다. 밀로셰비치의 변호인들은 독살설을 주장했다. 밀로셰비치는 권오곤 재판관이 소속된 3인의 재판부에서 재판을 받아 왔다.
2006년 3월 12일, 네덜란드 공영방송 NOS는 구유고슬라비아 국제형사재판소(ICTY) 자문관 말을 인용해 "지난해 11월부터 올 1월 사이 채취된 밀로셰비치 혈액에서 한센병이나 결핵환자 치료에 사용되는 항생제 리파마이신이 발견됐다."고 보도했다. 리파마이신은 밀로셰비치가 복용하던 고혈압 치료제를 무력화시킨다.
2006년 3월 15일, 아버지가 살해되었다고 아들인 마르코 밀로셰비치가 말했다. 세르비아의 한 시민은 "재판소가 그를 3년간 투옥하면서 그를 동물처럼 다뤘고 의사의 진료도 받지 못하게 했다."며 분통을 터뜨렸다.

## 같이 보기
- 비폭력 혁명
- 반관료제 혁명